# Народен театър „Янка Купала“
Народен театър „Янка Купала“ в Минск е най-старият театър на Беларус.

## Строителство
Сградата на театъра е построена през 1890 г. по проект на архитектите Константин Веденски и Корол Козловский. Главната фасада гледа към площада, образуван от кръстовището на „Карл Маркс“ и улица „Енгелс“. 

## История
Театърът е открит на 14 септември 1920. През 1944 г. е преименуван в чест на класика на беларуската литература, поета Янка Купала.